# Kay (danh hiệu)
Kay (nghĩa là "vua") là một danh hiệu cai trị được sử dụng trong thần thoại Iran bởi các quốc vương Kayani trong Avesta, sau đó được các quân vương Kushano-Sasan áp dụng, tiếp theo là các vị vua Sasan của Iran.